# عادل عدنان كمال
عادل عدنان كمال هو الإبن الثالث للصانعين المحتوى عدنان كمال وبشاير جمعة وممثل مسرحي كويتي (مواليد 16 فبراير 2011).

## قائمة العمل
المسرحيات
- ون أو تو (2024-)
- طق الجرس طق (2024-)
- مسرحية الوحش (2025-)